# أربعون (كتاب)
كتاب أربعون للكاتب السعودي أحمد الشقيري ألّفه في أثناء خلوته لمدة أربعين يوماً في جزيرة نائية بعيداً عن الناس، وعن شواغل التكنولوجيا وملهيات الحياة. صدر عام 2018م عن دار الشروق في 267 صفحة. ويتحدث أحمد الشقيري عن خواطر وتجارب حدثت له في حياته وما الذي استفاد منها.

## نبذة عن محتوى الكتاب
يقول الأستاذ أحمد الشقيري في كتابه:
"ألّفتُ الكتابَ أثناء خلوة الأربعين يومًا حيث اعتزلت الناس والتكنولوجيا وجلست في جزيرة نائية أُحاول أن أتفكر فيما فات وأتأمل فيما هو آتٍ. فانتهيت بأربعين خاطرة في كلِ محورٍ من المحاورِ أدناه:
- مع حياتي.
- مع قرآني.
- مع نفسي.
- مع تحسيناتي.
- مع قصصي.
- مع إلهي.
- مع كتبي.
- مع حكم الناس.
- مع ذكرياتي.
- مع حكمي.[3][4]